# Teohari Georgescu

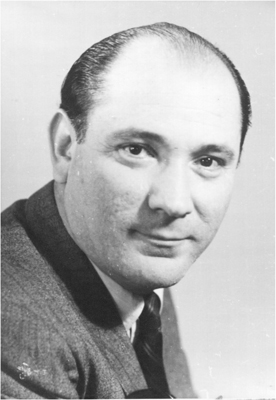
Teohari Georgescu

Teohari Georgescu (* 30. Januar 1908 in Bukarest; † 30. Januar 1976 ebenda) war ein rumänischer Politiker der Rumänischen Arbeiterpartei PMR (Partidul Muncitoresc Român) und ab 1965 PCR (Partidul Comunist Român), der unter anderem zwischen 1945 und 1952 Innenminister sowie von 1950 bis 1952 Vize-Ministerpräsident war.

## Leben

### Beginn der politischen Laufbahn, Festnahmen und Aufenthalt in der UdSSR
Georgescu arbeitete nach dem Schulbesuch seit 1923 als Drucker in der Druckerei Cartea Românească und gehörte 1927 als Mitglied dem Streikkomitees dieses Betriebes an. 1929 trat er der damals bereits verbotenen Rumänischen Kommunistischen Partei PCdR (Partidul Comunist din România) als Mitglied bei. Er war von März bis Oktober 1933 Mitglied des Komitees der Druckereigewerkschaft Gutenberg sowie der Lokalen Kommission der Vereinigten Gewerkschaften von Bukarest. Nachdem er im Oktober 1933 aufgrund seiner politischen und gewerkschaftlichen Aktivitäten erstmals verhaftet wurde, befand er sich zwei Monate in der Haftanstalt im Bukarester Distrikt Văcărești. Nach seiner Entlassung arbeitete er zwischen Dezember 1933 und Juni 1934 erneut als Drucker in der Druckerei Cartea Românească und wurde Mitglied des Generalrates der Vereinigten Gewerkschaften Rumäniens (Sindicatelor Unitare din România). Am 8. Juni 1934 wurde er erneut verhaftet und befand sich daraufhin zwei Monate in der Haftanstalt in Jilava.
Georgescu, der in der Folgezeit zahlreiche Decknamen wie „Ionescu“ (1934 bis 1935), „Andrei“ (1936–1937), „Popov“ (Juni bis September 1940) sowie „Mihai“ (1940–1941) führte, wurde nach seiner Festnahme im Januar 1935 in Ploiești abermals für zwei Monate inhaftiert. Er arbeitete zwischen 1936 und 1937 in einer illegalen Druckerei der PCdR und war danach zwischen September 1937 und Juni 1938 Sekretär der PCdR im Bukarester Sektor 3 sowie Mitglied des Stadtparteikomitees von Bukarest. Zugleich arbeitete er von 1937 bis 1938 in den Druckereien der Tageszeitung Adevărul und Imprimeria Națională. Er war im Anschluss zwischen August 1938 und September 1939 Sekretär des Stadtparteikomitees von Bukarest und gehörte von Oktober 1939 bis April 1940 erstmals dem Zentralkomitee (ZK) der PCdR als Mitglied an. Zugleich war er von April 1940 bis 1941 Mitglied des Sekretariats des ZK der PCdR. Im April 1940 begleitete er Ștefan Foriș in die Sowjetunion und lernte dort beim Volkskommissariat für innere Angelegenheiten der UdSSR (NKWD) Methoden zur Kodierung von Nachrichten sowie besondere Techniken zum Verfassen von Nachrichten auf Glas.
Nach seiner Rückkehr war Georgescu zwischen April 1941 und dem 21. Oktober 1945 abermals Mitglied des ZK der PCdR, wobei er allerdings bereits kurz nach seiner Ankunft am 23. April 1941 erneut verhaftet wurde. Daraufhin wurde er zu zehn Jahren Freiheitsstrafe verurteilt und befand sich in der Haftanstalt Caransebeș sowie in Văcărești. In der Haftanstalt Caransebeș gehörte er als Mitglied dem Führungs- und Organisationskollektiv der PCdR an und wurde am 25. August 1944 zwei Tage nach dem Königlichen Staatsstreich vom 23. August 1944 aus der Haft befreit.

### Volksrepublik Rumänien, Aufstieg und Machtverlust
Am 4. November 1944 wurde Georgescu Unterstaatssekretär für Verwaltungsangelegenheiten im Innenministerium und bekleidete dieses Amt bis zum 28. Februar 1945. Eine Woche später wurde er am 6. März 1945 schließlich selbst Innenminister (Ministrul de interne) und hatte diesen Ministerposten mehr als sieben Jahre bis zum 28. Mai 1952 inne. Nach der Verhaftung von Ștefan Foriș am 9. Juni 1945 gehörte er neben Joseph Chisinevschi und Gavrila Wirtin zu denjenigen, die Foriș des Hochverrats beschuldigten. Er wurde auf dem Nationalkonferenz (Conferința Națională), die vom 16. bis 22. Oktober 1945 stattfand, zum Mitglied des ZK der PCdR gewählt und gehörte diesem bis zum 27. Mai 1952 an. Zugleich wurde er Mitglied des Politbüros des ZK sowie des Sekretariats des ZK, denen er ebenfalls bis zum 27. Mai 1952 angehörte. Er war von 1946 bis 1948 Mitglied der Abgeordnetenkammer (Camera Deputaților) und vertrat dort den Wahlkreis Timișoara. 1946 wurde ihm das Offizierskreuz des Kultur-Verdienst-Ordens (Ordinul Meritul Cultural) verliehen. 1948 wurde er Mitglied der Großen Nationalversammlung (Marea Adunare Națională) und vertrat in dieser bis 1952 den Wahlkreis Timișoara. Er war ferner vom 24. Januar 1950 bis zum 27. Mai 1952 Mitglied des Organisationsbüros des ZK der PMR. Zugleich fungierte er zwischen dem 17. März 1950 und dem 28. Mai 1952 als Vize-Ministerpräsident (Vicepreședinte al Consiliului de Miniștri). Als Innenminister war er Hauptinitiator der Deportation in die Bărăgan-Steppe, eine 1951 organisierte Verschleppung von über 40.000 Menschen unterschiedlicher Ethnien, davon etwa ein Viertel Rumäniendeutsche, aus dem Grenzgebiet zum damaligen Jugoslawien in die zwischen der Hauptstadt Bukarest und der Donau gelegene Bărăgansteppe. 
Nach dem Plenum des ZK der PMR vom 26. und 27. Mai 1952 wurde er als Mitglied der „staats- und parteifeindlichen Fraktion“ um Außenministerin Ana Pauker, Finanzminister Vasile Luca sowie den Vizeminister für Außenhandel Gheorghe Rădulescu von allen Ämtern in Partei und Staat entbunden. Nach der Auswertung von Unterlagen wurde er seit dem 17. Juni 1952 zum „Objekt“ des Geheimdienstes Direcția Generală a Poliției de Siguranță (DGPS). Mit seiner Entmachtung endete auch das sogenannte „Pitești-Experiment“, eine von Teilen des Geheimdienstes DGPS initiierte Umerziehungsmaßnahme in den Jahren 1949 bis 1952, bei der versucht wurde, politische Gefangene zu kommunistisch orientierten Personen umzuformen. Er befand sich zwischen dem 18. Februar 1953 und dem 20. Januar 1956 ohne Gerichtsverfahren drei Jahre lang in Haft und wurde in dieser Zeit rund 190 Verhören unterzogen.
Nach seiner endgültigen Haftentlassung im April 1956 arbeitete Georgescu zunächst als stellvertretender Direktor sowie zuletzt als Direktor der Polygrafischen Druckerei 13 Decembrie 1918, die aus der Druckerei Cartea Românească hervorgegangen war. Auf einem Plenum des ZK der PCR wurde er im April 1968 rehabilitiert. Am 21. Juli 1972 wurde er Kandidat des ZK der PCR und bekleidete diese Funktion bis zum 28. November 1974. Ihm wurde unter anderem der Titel Held der sozialistischen Arbeit (Erou al Muncii Socialiste) sowie die Goldmedaille „Hammer und Sichel“ (Medalia de aur „Secera și Ciocanul“) verliehen.

## Veröffentlichungen
- Cuvântarea ținută la Conferința administrativă de la Cluj, 25 septembrie 1945, Bukarest 1945
- La interese unice, Bukarest 1945
- Discurs rostit în fața cetățenilor Sectorului III Albastru, Bukarest 1946
- O vigilentă apărare a libertăților populare. Culegere de articole (1944–iulie 1946), Bukarest 1946;
- 1877 cucerirea și 1944/45 redobândirea independenței naționale, Bukarest 1946
- Bazele politice ale regimului de democrație populară, Bukarest 1949
- Consiliile populare. Expunere făcută în fața Marii Adunări Naționale, miercuri 12 ianuarie 1949, Bukarest 1949
- Partidul și organizația unică revoluționară a tineretului muncitor Bukarest 1949
- Cuvântare rostită la Conferința de unificare a Tineretului muncitor în ziua de 21 martie 1949, Bukarest 1949
- Expunere asupra proiectului de lege pentru raionarea teritorială a R.P.R., Bukarest 1950